# 2022년 이탈리아 총선
2022년 이탈리아 총선은 400석의 이탈리아 하원의원과 200석의 상원의원을 선출하기 위해 2022년 9월 25일에 실시되었다. 강성우익성향의 중도우파 연합이 상 하원 의석의 60%가량의 차지하여 압승하였다.